# Anthephorinae
Anthephorinae Benth., 1881 è una sottotribù di piante angiosperme monocotiledoni appartenente alla famiglia delle Poacee (o Graminaceae, nom. cons.), sottofamiglia Panicoideae.

## Etimologia
Il nome della sottotribù deriva dal suo genere tipo Anthephora Schreb., 1810 il cui nome è formato da due parole greche "anthos" (= fiore) e "phero" (= orso) e fa riferimento alla particolare forma dell'involucro dell'infiorescenza.
Il nome scientifico della sottotribù è stato definito dal botanico inglese George Bentham (22 settembre 1800 – 10 settembre 1884) nella pubblicazione Biological Journal of the Linnean Society. London (J. Linn. Soc. London, Bot. 19: 30. 24 - 1881) del 1881.

## Descrizione

### Portamento
Il portamento delle specie di questo gruppo in genere è cespitoso, rizomatoso o stolonifero con cicli biologici annuali (Chaetopoa, Chlorocalymma e Thyridachne) o perenni. I culmi possono essere ramificati.

### Foglie
Le foglie lungo il culmo sono disposte in modo alterno, sono distiche e si originano dai vari nodi. Sono composte da una guaina, una ligula e una lamina. Le venature sono parallelinervie. Possono essere presenti dei pseudopiccioli.
- Guaina: la guaina è abbracciante il fusto.
- Ligula: le ligule sono membranosa; la membrana è sfrangiata oppure termina con una frangia di peli.
- Lamina: la lamina ha delle forme generalmente lineari e piatte. In Thyridachne termina con una punta acuta.

### Fiori

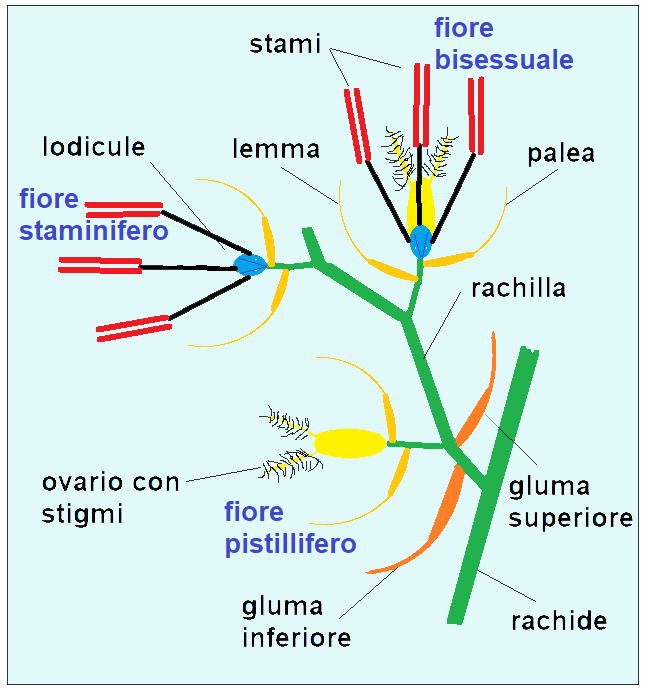
Spighetta generica con tre fiori diversi

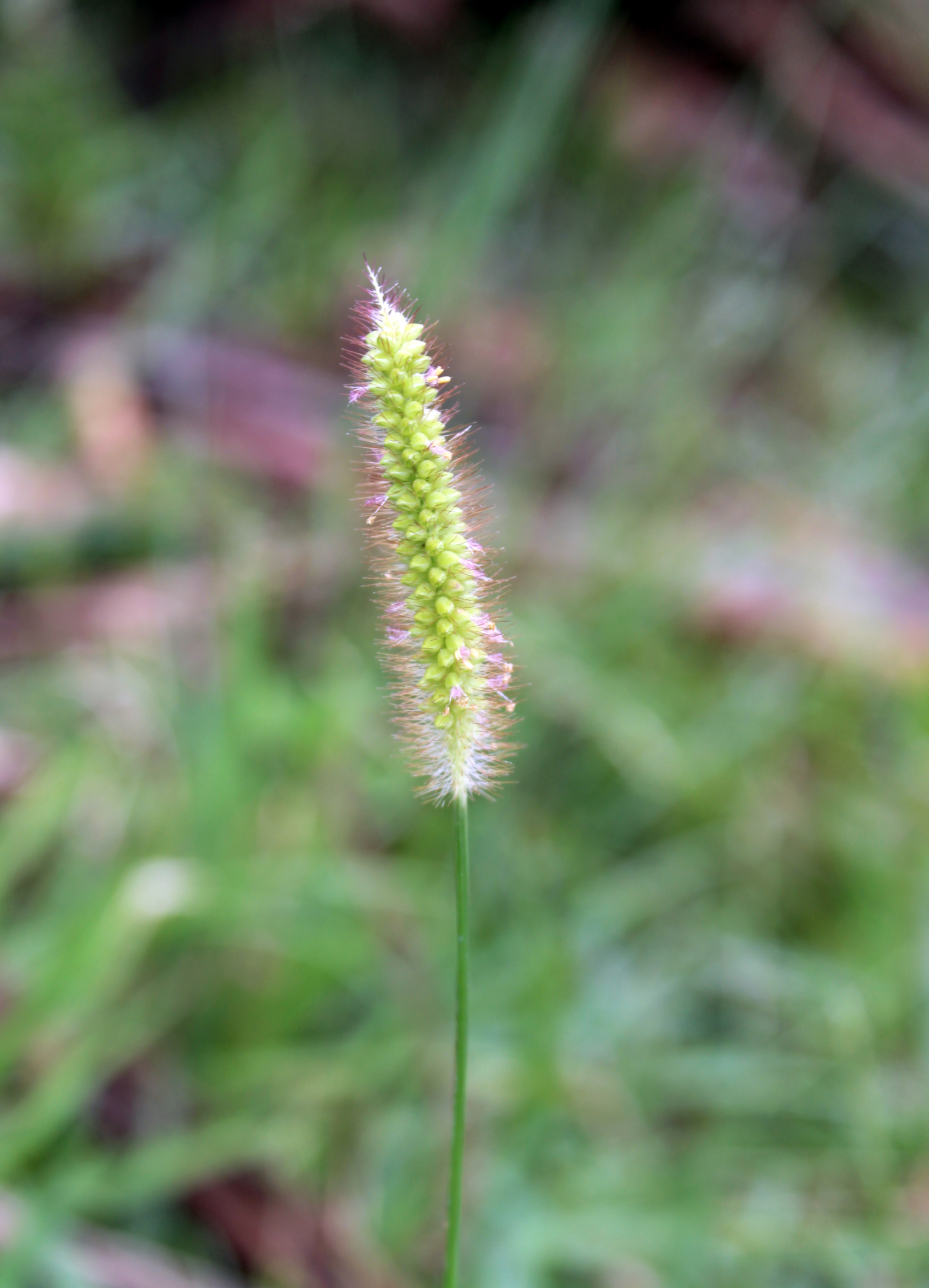
Infiorescenza
Anthephora pubescens

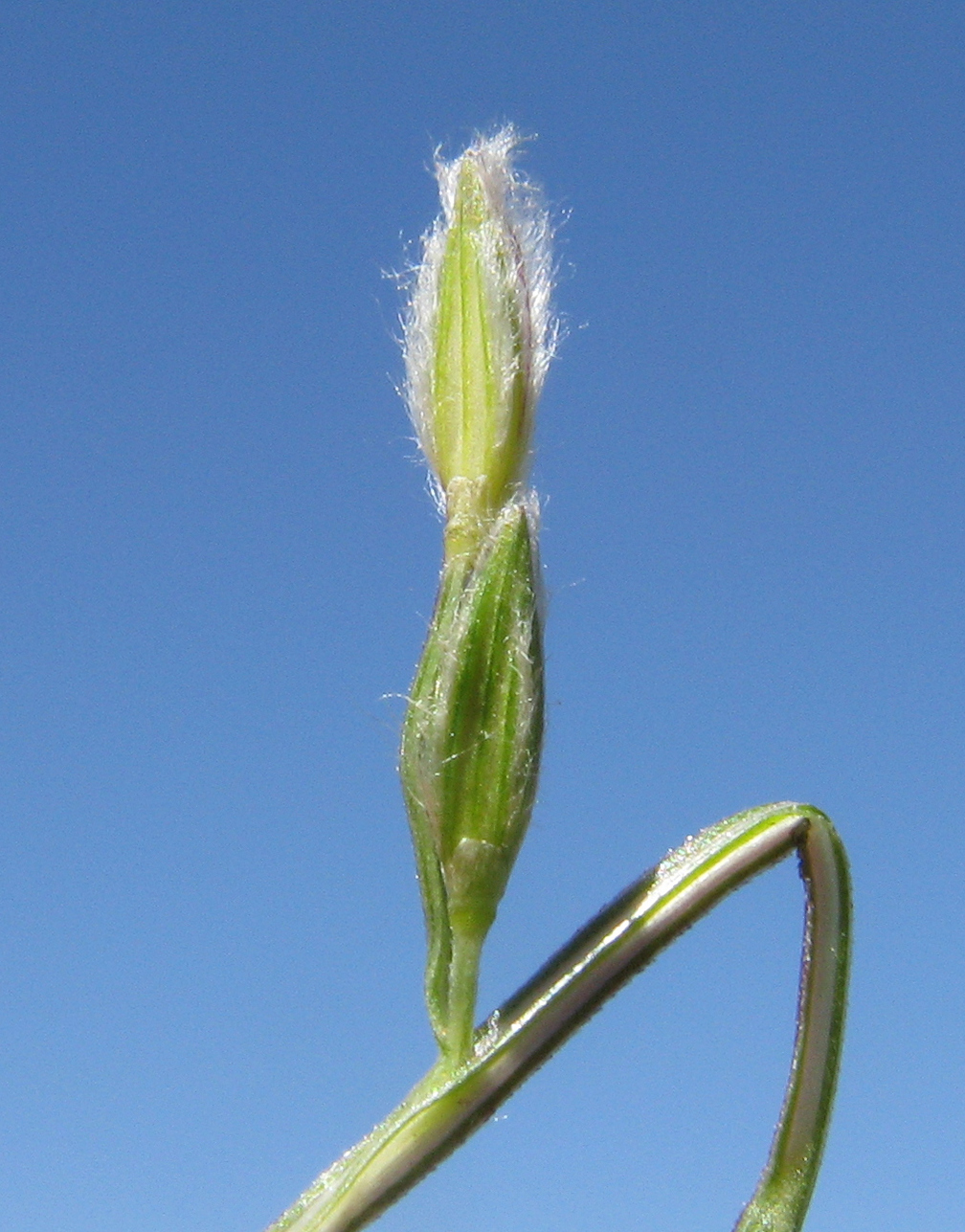
I fiori
Digitaria divaricatissima

- Infiorescenza principale (sinfiorescenza o semplicemente spiga): le infiorescenze, ascellari e terminali, in genere non sono ramificate (o con rami primari non ramificati, o rami primari ramificati formanti rami di ordine superiore) e sono formate da alcune spighette ed hanno la forma di una pannocchia. In alcuni casi delle spighette sterili o rigide (modificate) simili a brattee involucrali circondano le spighette fertili. In altri casi i rami larghi (alati) simili a foglie racchiudono le spighette. In Digitaira le spighette si presentano a coppie con peduncoli di lunghezze disuguali.
- Infiorescenza secondaria (o spighetta): le spighette, compresse lateralmente o dorsoventralmente, sottese da due brattee distiche e strettamente sovrapposte chiamate glume (inferiore e superiore), sono formate da uno o più fiori. Possono essere presenti dei fiori sterili; in questo caso sono in posizione distale rispetto a quelli fertili. Alla base di ogni fiore sono presenti due brattee: la palea e il lemma. La disarticolazione avviene con la rottura della rachilla sopra o sotto le glume.
- Glume: le glume sono membranose eventualmente con bordi ialini, con o senza barbe; quella inferiore è minuscola o assente o simile ad un punteruolo..
- Palea: la palea, eventualmente carenata (o bicarenata), è membranosa con o senza barbe.
- Lemma: il lemma è membranoso eventualmente con bordi ialini o piatti (a volte distesi sulla palea), con o senza barbe. I lemmi inferiori possono essere alati. Alcuni terminano in modo trilobato.

I fiori fertili sono attinomorfi formati da 3 verticilli: perianzio ridotto, androceo  e gineceo.
- Formula fiorale:[5]

*, P 2, A (1-)3(-6), G (2–3) supero, cariosside.
- Il perianzio è ridotto e formato da due lodicule, delle squame traslucide, poco visibili (forse relitto di un verticillo di 3 sepali). Le lodicule hanno una consistenza carnosa; in Thyridachne sono assenti.
- L'androceo è composto da 3 stami ognuno con un breve filamento libero, una antera sagittata e due teche. Le antere sono basifisse con deiscenza laterale. Il polline è monoporato.
- Il gineceo è composto da 3-(2) carpelli connati formanti un ovario supero. L'ovario, glabro, ha un solo loculo con un solo ovulo subapicale (o quasi basale). L'ovulo è anfitropo e semianatropo e tenuinucellato o crassinucellato. Lo stilo, breve, è unico con due stigmi in genere piumosi.

### Frutti
I frutti sono del tipo cariosside, ossia sono dei piccoli chicchi indeiscenti, con forme ovoidali, nei quali il pericarpo è formato da una sottile parete che circonda il singolo seme. In particolare il pericarpo è fuso al seme ed è aderente. L'endocarpo non è indurito e l'ilo è puntiforme. L'embrione è provvisto quasi sempre di epiblasto ha un solo cotiledone (allungato) altamente modificato (scutello con fessura) in posizione laterale. I margini embrionali della foglia si sovrappongono.

## Biologia
Come gran parte delle Poaceae, le specie di questo genere si riproducono per impollinazione anemogama. Gli stigmi più o meno piumosi sono una caratteristica importante per catturare meglio il polline aereo. La dispersione dei semi avviene inizialmente a opera del vento (dispersione anemocora) e una volta giunti a terra grazie all'azione di insetti come le formiche (mirmecoria).

## Distribuzione e habitat
Questa sottotribù ha una distribuzione cosmopolita.
| Genere        | Numeri cromosomici                            | Ciclo fotosintetico | Distribuzione                     |
| ------------- | --------------------------------------------- | ------------------- | --------------------------------- |
| Anthephora    | 2n = 18, 36 e 40                              | C4                  | Africa, Arabia e America centrale |
| Chaetopoa     |                                               | C4                  | Tanzania                          |
| Chlorocalymma | 2n = 18                                       | C4                  | Tanzania                          |
| Digitaria     | 2n = 18, 30, 36, 45, 54, 60, 70, 72, 76 e 108 | C4                  | Cosmopolita                       |
| Taeniorhachis |                                               | C4                  | Somalia                           |
| Tarigidia     |                                               | C4                  | Sudafrica e Porto Rico            |
| Thyridachne   |                                               | C3                  | Africa centrale                   |
| Trachys       |                                               | C4                  | India, Myanmar e Sri Lanka        |

## Tassonomia
La famiglia delle Poacee comprende circa 800 generi e oltre 9.000 specie. È una delle famiglie più numerose e più importanti del gruppo delle monocotiledoni. La famiglia è suddivisa in 12 sottofamiglie, la sottotribù Anthephorinae fa parte della sottofamiglia Panicoideae.

### Generi
La tribù si compone di 8 generi e 286 specie:
- Anthephora Schreb. (11 specie)
- Chaetopoa C.E.Hubb. (2 spp.)
- Chlorocalymma Clayton (1 sp.)
- Digitaria Haller (264 spp.)
- Taeniorhachis Cope (1 sp.)
- Tarigidia Stent (2 spp.)
- Thyridachne C.E.Hubb. (1 sp.)
- Trachys Pers. (4 spp.)

### Specie della flora spontanea italiana
Di questo gruppo solamente il genere Digitaria, con quattro specie, è presente nella flora spontanea italiana.

### Filogenesi
All'interno della famiglia Poaceae la sottofamiglia Panicoideae appartiene al clade "PACMAD" (formato dalle sottofamiglie Aristidoideae, Arundinoideae, Micrairoideae, Danthonioideae, Chloridoideae e Panicoideae). Questo clade con il clade BEP (formato dalle sottofamiglie Ehrhartoideae, Bambusoideae e Pooideae) forma un "gruppo fratello" (il clade BEP a volte è chiamato clade "BOP" in quanto la sottofamiglia Ehrhartoideae a volte è chiamata Oryzoideae). La sottofamiglia di questa voce, nell'ambito del clade "PACMAD", a parte la sottofamiglia Aristidoideae in posizione "basale", forma un "gruppo fratello" con il resto delle sottofamiglie del clade.
Il clade "PACMAD" è un gruppo fortemente supportato fin dalle prime analisi filogenetiche di tipo molecolare. Questo gruppo non ha evidenti sinapomorfie morfologiche con l'unica eccezione dell'internodo mesocotiledone allungato dell'embrione. Questo clade inoltre è caratterizzato, nella maggior parte delle piante, dal ciclo fotosintetico di tipo C4 (ma anche a volte tipo C3 in quanto ancestralmente era C3).
La sottotribù Anthephorinae fa parte del secondo gruppo di tribù che si sono differenziate nell'ambito della sottofamiglia e in questo gruppo fa parte della supertribù "Panicodae"  L. Liu, 1980 e quindi della tribù Paniceae R.Br., 1814 e in questo ambito occupa una posizione "basale", quindi è "gruppo fratello" a tutto il resto della tribù. Nelle specie di questa sottotribù il ciclo fotosintetico è del tipo C4).
Le specie di questa sottotribù, chiaramente monofiletica, sono caratterizzate da alcune setole o brattee che circondano, similmente a un involucro, i fiori bisessuali. Queste brattee involucrali sono probabilmente derivate dalla glume inferiore o da spighette sterili. I generi con strutture involucrali sono cinque: Anthephora, Chaetopoa, Chlorocalymma, Tarigidia e Trachys. Digitaria, pur mancando di brattee involucrali, è ugualmente correlata ai cinque generi.
Per questa sottotribù sono state individuate le seguenti sinapomorfie:
- sinapomorfie generali per tutta la sottotribù: le glume inferiori sono minuscole o assenti; il gene ndhF del cloroplasto ha una caratteristica delezione di 18 bp; il ciclo fotosintetico è del tipo C4 è caratterizzato da una guaina a fascio singolo.
- Anthephora: i rami primari dell'infiorescenza sono modificati per formare gruppi di spighette rigide e brattee involucrali.
- Chaetopoa: nell'infiorescenza sono presenti dei gruppi di spighette sterili e pedicellate che circondano una spighetta sessile e bisessuale.
- Chlorocalymma: l'infiorescenza è formata da 2 - 3 rami primari allargati (alati) simili a foglie circondanti le spighette.
- Digitaria: la glume inferiore è lunga quanto la spighetta (Megaloprotachne albescens C.E. Hubb.).
- Thyridachne: la spighetta ha un contorno a forma di falce; la glume superiore è gibbosa; le lodicule sono assenti.
- Trachys: il rachide (asse principale dell'infiorescenza) è ampio e alato e spesso racchiude le spighette; le spighette si presentano a gruppi da 2 a 6 sul lato inferiore dei rami; i rami si disarticolano ai nodi.

Il cladogramma seguente, tratto dallo studio citato, mostra una possibile configurazione filogenetica della sottotribù.
|  | Anthephora                                               |
|  |                                                          |
|  | \| \| Chaetopoa \| \| \| \| \| \| Anthephora \| \| \| \| |
|  |                                                          |
|  | Chaetopoa                                                |
|  |                                                          |
|  | Anthephora                                               |
|  |                                                          |

|  | Chaetopoa  |
|  |            |
|  | Anthephora |
|  |            |

|  | Anthephora                                               |
|  |                                                          |
|  | \| \| Chaetopoa \| \| \| \| \| \| Anthephora \| \| \| \| |
|  |                                                          |
|  | Chaetopoa                                                |
|  |                                                          |
|  | Anthephora                                               |
|  |                                                          |

|  | Chaetopoa  |
|  |            |
|  | Anthephora |
|  |            |

|  | Anthephora                                               |
|  |                                                          |
|  | \| \| Chaetopoa \| \| \| \| \| \| Anthephora \| \| \| \| |
|  |                                                          |
|  | Chaetopoa                                                |
|  |                                                          |
|  | Anthephora                                               |
|  |                                                          |

|  | Chaetopoa  |
|  |            |
|  | Anthephora |
|  |            |

|  | Anthephora                                               |
|  |                                                          |
|  | \| \| Chaetopoa \| \| \| \| \| \| Anthephora \| \| \| \| |
|  |                                                          |
|  | Chaetopoa                                                |
|  |                                                          |
|  | Anthephora                                               |
|  |                                                          |

|  | Chaetopoa  |
|  |            |
|  | Anthephora |
|  |            |

|  | Anthephora                                               |
|  |                                                          |
|  | \| \| Chaetopoa \| \| \| \| \| \| Anthephora \| \| \| \| |
|  |                                                          |
|  | Chaetopoa                                                |
|  |                                                          |
|  | Anthephora                                               |
|  |                                                          |

|  | Chaetopoa  |
|  |            |
|  | Anthephora |
|  |            |

|  | Anthephora                                               |
|  |                                                          |
|  | \| \| Chaetopoa \| \| \| \| \| \| Anthephora \| \| \| \| |
|  |                                                          |
|  | Chaetopoa                                                |
|  |                                                          |
|  | Anthephora                                               |
|  |                                                          |

|  | Chaetopoa  |
|  |            |
|  | Anthephora |
|  |            |

|  | Anthephora                                               |
|  |                                                          |
|  | \| \| Chaetopoa \| \| \| \| \| \| Anthephora \| \| \| \| |
|  |                                                          |
|  | Chaetopoa                                                |
|  |                                                          |
|  | Anthephora                                               |
|  |                                                          |

|  | Chaetopoa  |
|  |            |
|  | Anthephora |
|  |            |

|  | Anthephora                                               |
|  |                                                          |
|  | \| \| Chaetopoa \| \| \| \| \| \| Anthephora \| \| \| \| |
|  |                                                          |
|  | Chaetopoa                                                |
|  |                                                          |
|  | Anthephora                                               |
|  |                                                          |

|  | Chaetopoa  |
|  |            |
|  | Anthephora |
|  |            |

Il numero cromosomico di base per questo gruppo è: x = 9.